# The Primitive Lover
The Primitive Lover é um filme de drama mudo produzido nos Estados Unidos e lançado em 1922.